# 馮國東
馮國東（1973年—），香港無伴奏合唱歌手、編曲者及導師；傳音樂演藝經紀公司合夥人，曾任國際基督教優質音樂中學暨小學拓展主任，並在香港大學通識教育部、香港演藝學院附屬的演藝進修學院等機構擔任導師；以港澳當代無伴奏合唱(阿卡貝拉)協會創辦人及無伴奏合唱組合「姬聲雅士」成員之身份最為人所熟悉，著有多本與無伴奏合唱有關的書本及樂譜。

## 簡歷

### 教育及工作
馮氏於聖保羅書院就讀中學，中六畢業後即獲香港中文大學直接取錄為本科生。在學成績優異，曾獲十多項獎學金。 1995年以甲等榮譽畢業後，獲頒全費獎學金，負笈美國威斯康星大学麦迪逊分校研究院，主修雙簧管演奏。然而馮氏曾對報章表示無意成為雙簧管手， 返港後亦主要從事其他方面的音樂工作，2008及2009連續兩年與香港小交響樂團之合作，其身份都並非樂手，而是節目主持人。

### 參與無伴奏合唱
馮氏於大學時期起參與無伴奏合唱，最初只為興趣，但後來多番獲邀演出、教學及為比賽擔任評判，活躍於各種推廣活動，有「香港阿卡貝拉之父」
之稱，但一般人多稱他"逢冬"或"馮東"（他在一a cappella音樂短劇裡的角色）。2007年，他對報章說其願望只是「在香港點起一個小火頭，再由它自由發展。」此後也就逐漸減少參加有關活動，除了繼續於演藝進修學院教學外，其他活動均為非定期性質，如擔任音樂營導師、講座講者或評判，故此在兩岸四地以致亞洲地區之相關群體內均仍具很大影響力，曾被譽為“星級導師”、“大咖”、“大師”、“a cappella 界大前輩”、“關鍵人物”等。 
成立於2009年的著名組合SENZA A Cappella在接受訪問時，表示"馮國東曾給予他們不少演出機會及指引協助"。
馮氏至今仍為美國當代無伴奏合唱組織(The Contemporary A Cappella Society of America)的香港區代表(Ambassador) ；2014年，他擔任世界盃現代阿卡貝拉大賽的評審； 2016年起又擔任澳門亞洲無伴奏合唱節音樂總監。
2017年，他再發表新曲集，名為《樂從口出III》，並舉行發佈會。 2019年又開始在Vocal Asia的網站撰寫專欄。
2025年，他接受電台訪問，講述他如何由雙簧管手轉營成a cappella人，並分享他多年來參與a cappella的點滴。

### 個人生活
馮氏於2004年與同於香港中文大學音樂系畢業、任職單簧管教師的余健嫦結婚，二人均信奉基督教，育有一子。
2020年，他出版新書《疫下胡扯》，是他第一本與音樂無關的文字著作。
2023年，他出版《業餘人業餘寫》，亦為音樂以外書籍。

## 部份曾編寫的無伴奏合唱歌曲
有*者表示曾灌錄於CD並正式出版
| 歌名                                                    | 原曲詞作者                   | 首演組合                         |
| ------------------------------------------------------- | ---------------------------- | -------------------------------- |
| 超人的主題曲*                                           | 山本洋太/田中小百合          | 姬聲雅士(香港)                   |
| 喜洋洋*                                                 | 中國民間樂曲                 | 姬聲雅士(香港)                   |
| 信者得愛                                                | Kim Do Hoon / 陳少琪, MC 仁  | Accompany(香港)                  |
| 對你愛不完                                              | Ichiro Hada / 陳樂融         | Horizon(廣州)                    |
| 愛之初體驗                                              | 張震嶽 / 張震嶽              | 尋聲人聲樂團 (上海)              |
| Fly Me to the Moon                                      | Bart Howard                  | 香港萬國寶通銀行小太空人計劃學員 |
| Golden Hits A Cappella                                  | 雞尾歌曲                     | 香港聖保羅書院合唱團             |
| 我不難過*                                               | 李偲菘 / 楊明學              | Joyous (香港)                    |
| 說不出的快活*                                           | 服部良一 / 李雋青            | Joyous (香港)                    |
| 囍帖街*                                                 | Eric Kwok / 黃偉文           | Joyous (香港)                    |
| I Believe I Can Fly                                     | R Kelly                      | 工作坊學員                       |
| 遇見                                                    | 林一峰 / 易家揚              | 工作坊學員                       |
| Julia                                                   | 王力宏 / 施立                | 人聲失控 (北京)                  |
| 萬物生                                                  | 薩頂頂，黃毅 / 薩頂頂，黃毅  | 人聲失控 (北京)                  |
| 親情                                                    | 顧嘉輝 / 黃霑                | Mosaic (香港)                    |
| 獅子山下                                                | 顧嘉輝 / 黃霑                | Mosaic (香港)                    |
| What's up                                               | Linda Perry / Linda Perry    | Sirens (台灣)                    |
| 無眠                                                    | 小威 / 青峰 & 暐哲           | City Singers (廈門)              |
| 丟丟銅                                                  | 傳統民歌                     | City Singers (廈門)              |
| 奔跑                                                    | 黃徴，羽凡，海泉 / 黄征      | 壯聲 (北京)                      |
| 千金                                                    | 陳韻琪 / 黃偉文              | Orange (香港)                    |
| Philips Sonicare DiamondClean Smart聲波震動牙刷廣告配樂 | 原曲This Old Man及結婚進行曲 | 不詳                             |
| 咸水裡飛出甜甜的歌                                      | 葉立龍/老高                  | Senery(中山)                     |

## 出版刊物

### 書刊
| 書名                                              | 年份 | 類別     | 出版地 | 出版社                 | ISBN              |
| ------------------------------------------------- | ---- | -------- | ------ | ---------------------- | ----------------- |
| 八級樂理試卷參考答案 2003 & 2004 （與葉靜莉合著） | 2005 | 樂理     | 香港   | 風鈴音樂藝術中心       | 不詳              |
| 樂從口出                                          | 2006 | 樂譜     | 香港   | 風鈴音樂藝術中心       | 978-988-98973-1-8 |
| 樂從口出II                                        | 2011 | 樂譜     | 香港   | 風鈴音樂藝術中心       | 978-988-98973-3-8 |
| 八級樂理試卷參考答案 2009 & 2010 （與林菁合著）   | 2011 | 樂理     | 香港   | 風鈴音樂藝術中心       | 978-988-98973-6-9 |
| 阿卡人語I - 阿卡貝拉團的成立與營運                | 2012 | 文字著作 | 香港   | 港澳當代無伴奏合唱協會 | 不詳              |
| 阿卡人語II                                        | 2015 | 文字著作 | 香港   | 香港當代無伴奏合唱協會 | 不詳              |
| 樂從口出III                                       | 2017 | 樂譜     | 香港   | 香港當代無伴奏合唱協會 | 不詳              |
| 疫下胡扯                                          | 2020 | 文字著作 | 香港   | 風鈴音樂藝術中心       | 不詳              |
| 業餘人業餘寫                                      | 2023 | 文字著作 | 香港   | 風鈴音樂藝術中心       | 979-988-76603-1-6 |

### 姬聲雅士無伴奏合唱系列
| 歌曲名稱 | 作曲   | 填詞   | 原唱   | 編曲   | 出版社   | ISBN          |
| -------- | ------ | ------ | ------ | ------ | -------- | ------------- |
| 明日恩典 | 舒文   | 黃偉文 | 容祖兒 | 馮國東 | 風鈴出版 | 988-98973-4-2 |
| 陪著你走 | 盧冠廷 | 唐書琛 | 盧冠廷 | 馮國東 | 不詳     | 不詳          |

## 外部連結
- 靠把口的「姬聲雅士」 （页面存档备份，存于）